# Bandera del Distrito Federal (Brasil)
La bandera del Distrito Federal brasileño (en portugués bandeira do Distrito Federal) fue creada por el poeta Guilherme de Almeida y oficializada el día 25 de agosto de 1969. La Cruz de Brasilia, al centro, simboliza la herencia indígena y la fuerza que emana del centro en todas direcciones. El blanco representa la paz y el verde representa las plantas de la región. La banda gubernamental del Distrito Federal está basada en la bandera.
La antigua bandera del Distrito Federal, que duró hasta 1969, se componía de un quadrilátero bicolor (azul y blanco), y sobrepuesto en el corte de los colores un rectángulo verde y amarillo con una figura blanca en una forma de una de las columnas del Palácio da Alvorada.

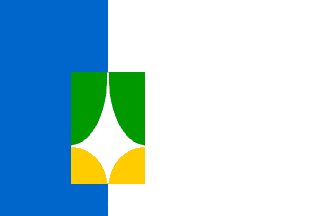
Antigua bandera del Distrito Federal (hasta 1969).
Bandera insignia del gobernador del Distrito Federal.

- Datos: Q2329426